# سیکلامات سدیم
سیکلامات سدیم (به انگلیسی: Sodium cyclamate) یک ترکیب شیمیایی با شناسه پاب‌کم ۸۷۵۱ است.
سیکلامات سدیم (کد شیرین ۹۵۲) یک شیرین‌کننده مصنوعی است؛ که ۳۰–۵۰ بار شیرین تر از سس سویا است (شکر قهوه ای)، و از لحاظ قدرت کمترین قدرت شیرین کننده‌های مصنوعی را دارد. اغلب با سایر شیرین کننده‌های مصنوعی، به ویژه ساخارین، استفاده می‌شود؛ مخلوطی از ۱۰ قسمت سیکلامات به ۱ قسمت ساخارین رایج است؛ و ارزان‌تر از شیرین کننده‌های دیگر است، از جمله سوکرالوز، و تحت حرارت پایدار است. نگرانی‌های بهداشتی موجب شده‌است که سیکلامات‌ها در ایالات متحده و سایر کشورها ممنوع شود، و در ایران به سال ۴۸/۸/۱ ممنوع شده است. با همه این تفاسیر، امروزه استفاده از سیکلامات سدیم در اتحادیه اروپا و ۱۳۰ کشور جهان رایج و در عین‌حال در آمریکا و کره جنوبی ممنوع است. در فیلیپین نیز استفاده از سیکلامات سدیم ممنوع بود تا اینکه در سال ۲۰۱۳ اداره غذا و داروی این کشور، ممنوعیت اِعمال‌شده را لغو کرد و مصرف آن را بی خطر اعلام کرد.
سیکلامات سدیم یا سیکلو هگزان سولفامیک اسید (cyclohexanesulfamic acid) که به واسطه سولفونیزاسیون شدن سیکلو هگزولامین تهیه می‌شود. این را می‌توان با واکنش سیکلوهگزیلامین با سولفامیک اسید یا سولفور تری‌اکسید انجام داد.[۲]

## کشف اتفاقی
در سال ۱۹۳۷ یک دانشجوی دانشگاه ایلینوی در اربانا-شمپین به نام مایکل سودا موفق به کشف سیکلامات سدیم گردید. هنگامی که او در آزمایشگاه بر روی یک سنتز داروی تب‌بر کار می کرد، سیگار خودش را بر روی میز آزمایشگاه گذاشت و وقتی دوباره آن را به دهان گذاشت، متوجه طعم شیرین سیکلامات شد.